# Fond d’Or
Der Fond d’Or (deutsch „Wasser (Brühe) von Gold“) ist ein Fluss im Quarter Dennery auf der Karibikinsel St. Lucia.

## Geographie
Der Fluss entsteht aus mehreren größeren Zuflüssen im Zentrum der Insel, verläuft nach Osten, nördlich von Deliade, und ergießt sich nach wenigen Kilometern, kurz nachdem der Castries-Vieux Fort-Highway ihn überquert, in der Fond d’Or Bay in den Atlantik. Die zweite Hauptquelle liegt unweit der Grenze zum Quarter Dauphin in Derniere Riviere (⊙).
Benachbarte Flüsse sind der Dennery River im Süden und der Cul de Sac entspringt auf der Westseite des Bergkammes und fließt nach Westen in Richtung Castries.